# Kanton Bourmont
Kanton Bourmont (fr. Canton de Bourmont) byl francouzský kanton v departementu Haute-Marne v regionu Champagne-Ardenne. Tvořilo ho 25 obcí. Zrušen byl po reformě kantonů 2014.

## Obce kantonu
- Bourg-Sainte-Marie
- Bourmont
- Brainville-sur-Meuse
- Champigneulles-en-Bassigny
- Chaumont-la-Ville
- Clinchamp
- Doncourt-sur-Meuse
- Germainvilliers
- Goncourt
- Graffigny-Chemin
- Hâcourt
- Harréville-les-Chanteurs
- Huilliécourt
- Illoud
- Levécourt
- Malaincourt-sur-Meuse
- Nijon
- Outremécourt
- Ozières
- Romain-sur-Meuse
- Saint-Thiébault
- Sommerécourt
- Soulaucourt-sur-Mouzon
- Vaudrecourt
- Vroncourt-la-Côte